# Trophée NHK 2009
Navigation
Édition précédente Édition suivante
Le Trophée NHK (en anglais : NHK Trophy) est une compétition internationale de patinage artistique qui se déroule au Japon au cours de l'automne. Il accueille des patineurs amateurs de niveau senior dans quatre catégories: simple messieurs, simple dames, couple artistique et danse sur glace.
Le trente-et-unième Trophée NHK est organisé du 5 au 8 novembre 2009 au Big Hat de Nagano. Il est la quatrième compétition du Grand Prix ISU senior de la saison 2009/2010.

## Résultats

### Messieurs

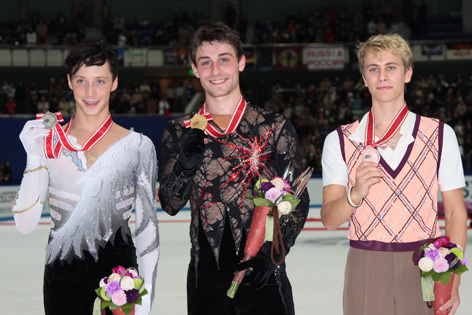
Podium des Messieurs

| Rang | Nom                  | Pays       | Points | Programme court | Programme court | Programme libre | Programme libre |
| ---- | -------------------- | ---------- | ------ | --------------- | --------------- | --------------- | --------------- |
| 1    | Brian Joubert        | France     | 232.70 | 1               | 85.35           | 1               | 147.35          |
| 2    | Johnny Weir          | États-Unis | 217.70 | 3               | 78.35           | 3               | 139.35          |
| 3    | Michal Březina       | Tchéquie   | 217.48 | 6               | 70.80           | 2               | 146.68          |
| 4    | Daisuke Takahashi    | Japon      | 214.29 | 4               | 78.18           | 4               | 136.11          |
| 5    | Jeremy Abbott        | États-Unis | 208.45 | 2               | 83.00           | 6               | 125.45          |
| 6    | Adam Rippon          | États-Unis | 197.61 | 8               | 67.15           | 5               | 130.46          |
| 7    | Takahiko Kozuka      | Japon      | 186.00 | 5               | 74.05           | 10              | 111.95          |
| 8    | Artem Borodulin      | Russie     | 181.62 | 7               | 69.49           | 9               | 112.13          |
| 9    | Daisuke Murakami     | Japon      | 181.04 | 9               | 66.78           | 8               | 114.26          |
| 10   | Jeremy Ten           | Canada     | 178.87 | 12              | 61.69           | 7               | 117.18          |
| 11   | Vaughn Chipeur       | Canada     | 176.36 | 10              | 66.55           | 12              | 109.81          |
| 12   | Kristoffer Berntsson | Suède      | 176.01 | 11              | 64.64           | 11              | 111.37          |

### Dames

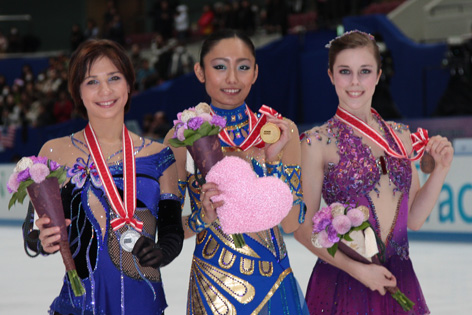
Podium des Dames

| Rang    | Nom             | Pays       | Points | Programme court | Programme court | Programme libre | Programme libre |
| ------- | --------------- | ---------- | ------ | --------------- | --------------- | --------------- | --------------- |
| 1       | Miki Ando       | Japon      | 162.55 | 2               | 56.22           | 2               | 106.33          |
| 2       | Alena Leonova   | Russie     | 160.85 | 5               | 52.34           | 1               | 108.51          |
| 3       | Ashley Wagner   | États-Unis | 155.99 | 1               | 56.54           | 3               | 99.45           |
| 4       | Yukari Nakano   | Japon      | 152.35 | 3               | 54.92           | 5               | 97.43           |
| 5       | Laura Lepistö   | Finlande   | 152.19 | 4               | 53.64           | 4               | 98.55           |
| 6       | Cynthia Phaneuf | Canada     | 142.03 | 7               | 47.22           | 6               | 94.81           |
| 7       | Liu Yan         | Chine      | 126.49 | 6               | 47.64           | 10              | 78.85           |
| 8       | Annette Dytrt   | Allemagne  | 126.01 | 9               | 44.86           | 9               | 81.15           |
| 9       | Oksana Gozeva   | Russie     | 123.97 | 11              | 40.66           | 7               | 83.31           |
| 10      | Shoko Ishikawa  | Japon      | 119.63 | 10              | 44.28           | 11              | 75.35           |
| 11      | Becky Bereswill | États-Unis | 118.42 | 12              | 36.26           | 8               | 82.16           |
| Abandon | Sarah Meier     | Suisse     |        | 8               | 45.96           |                 |                 |

### Couples

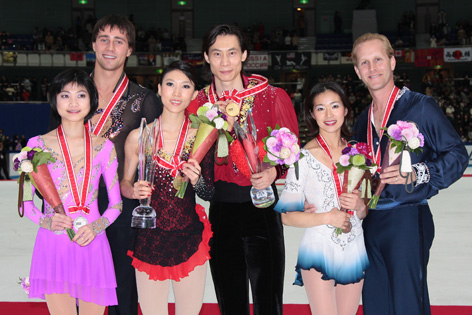
Podium des couples artistiques

| Rang | Nom                                           | Pays       | Points | Programme court | Programme court | Programme libre | Programme libre |
| ---- | --------------------------------------------- | ---------- | ------ | --------------- | --------------- | --------------- | --------------- |
| 1    | Pang Qing / Tong Jian                         | Chine      | 199.65 | 2               | 67.30           | 1               | 132.35          |
| 2    | Yuko Kavaguti / Alexandre Smirnov             | Russie     | 193.05 | 1               | 68.90           | 2               | 124.15          |
| 3    | Rena Inoue / John Baldwin                     | États-Unis | 158.78 | 4               | 52.52           | 3               | 106.26          |
| 4    | Caydee Denney / Jeremy Barrett                | États-Unis | 151.43 | 3               | 55.20           | 5               | 96.23           |
| 5    | Mylène Brodeur / John Mattatall               | Canada     | 150.71 | 6               | 51.10           | 4               | 99.61           |
| 6    | Ksenia Krasilnikova / Konstantin Bezmaternikh | Russie     | 137.49 | 5               | 51.32           | 6               | 86.17           |
| 7    | Paige Lawrence / Rudi Swiegers                | Canada     | 130.77 | 7               | 47.32           | 7               | 83.45           |
| 8    | Narumi Takahashi / Mervin Tran                | Japon      | 119.48 | 8               | 39.80           | 8               | 79.68           |

### Danse sur glace

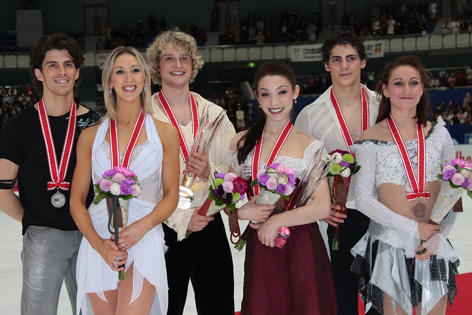
Podium de la danse sur glace

| Rang | Nom                                 | Pays               | Points | Danse imposée | Danse imposée | Danse originale | Danse originale | Danse libre | Danse libre |
| ---- | ----------------------------------- | ------------------ | ------ | ------------- | ------------- | --------------- | --------------- | ----------- | ----------- |
| 1    | Meryl Davis / Charlie White         | États-Unis         | 201.97 | 1             | 38.09         | 1               | 63.09           | 1           | 100.79      |
| 2    | Sinead Kerr / John Kerr             | Royaume-Uni        | 177.73 | 2             | 35.04         | 2               | 56.53           | 2           | 86.16       |
| 3    | Vanessa Crone / Paul Poirier        | Canada             | 165.89 | 4             | 30.51         | 3               | 50.87           | 3           | 84.51       |
| 4    | Ekaterina Bobrova / Dmitri Soloviev | Russie             | 160.01 | 3             | 31.72         | 6               | 47.51           | 4           | 80.78       |
| 5    | Huang Xintong / Zheng Xun           | Chine              | 154.90 | 6             | 28.77         | 5               | 48.34           | 5           | 77.79       |
| 6    | Anna Zadorozhniuk / Sergei Verbillo | Ukraine            | 154.61 | 5             | 29.67         | 4               | 49.01           | 6           | 75.93       |
| 7    | Cathy Reed / Chris Reed             | Japon              | 147.53 | 7             | 28.58         | 7               | 46.36           | 8           | 72.59       |
| 8    | Allie Hann-McCurdy / Michael Coreno | Canada             | 145.32 | 9             | 26.20         | 8               | 44.75           | 7           | 74.37       |
| 9    | Lucie Myslivečková / Matěj Novák    | République tchèque | 142.33 | 8             | 27.93         | 9               | 43.28           | 9           | 71.12       |
| 10   | Jane Summersett / Todd Gilles       | États-Unis         | 130.24 | 10            | 24.23         | 10              | 39.16           | 10          | 66.85       |

## Sources
- Résultats du Trophée NHK 2009 sur le site de l'ISU
- Patinage Magazine N°120 (Décembre 2009-Janvier 2010)